# Spionen måste dö
Spionen måste dö (engelska: The Deadly Affair) är en brittisk spionfilm från 1966 i regi av Sidney Lumet. 
Filmen är baserad på John le Carrés roman Telefon till den döde.

## Handling
Den brittisk agenten Dobbs undersöker självmordet av en anställd på utrikesdepartementet.

## Rollista i urval
- James Mason - Charles Dobbs
- Simone Signoret - Elsa Fennan
- Maximilian Schell - Dieter Frey
- Harriet Andersson - Ann Dobbs
- Harry Andrews - kommissarie Mendel
- Kenneth Haigh - Bill Appleby
- Roy Kinnear - Adam Scarr
- Lynn Redgrave - flickan på teatern
- Max Adrian - rådgivaren
- Robert Flemyng - Samuel Fennan
- Corin Redgrave - Larry